# Tönnis Maydell
Tönnis (Tönns) Maydell (zm. w 1600 roku) – admirał floty polskiej działającej na wodach inflanckich w 1598 roku, admirał eskadry szwedzkiej na jeziorze Pejpus w latach 1591–1593.
Uczestniczył w wyprawie Zygmunta III Wazy do Szwecji w 1598 roku w charakterze dowódcy artylerii.
Ojciec Hermanna.